# Вакуумный дирижабль

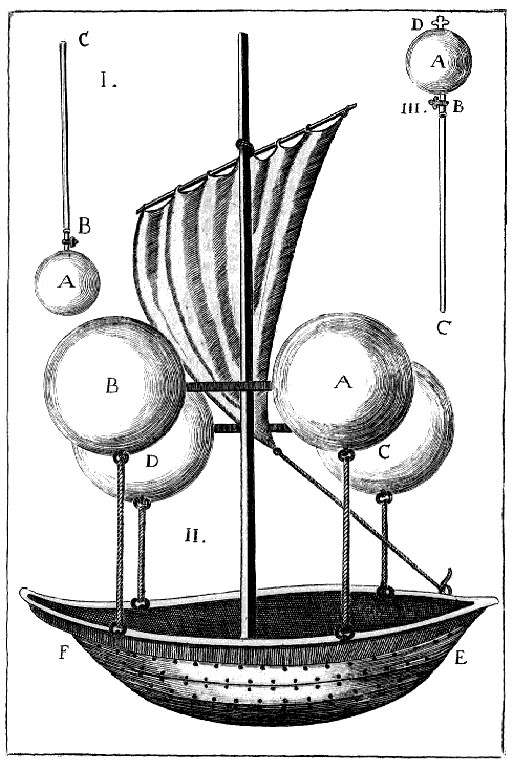
Аппарат Франческо Ланы

Вакуумный дирижабль — гипотетический дирижабль жёсткой конструкции, внутри оболочки которого создаётся и поддерживается технический вакуум заданной глубины (вакуумирование), вследствие чего в соответствии с законом Архимеда возникнет аэростатическая подъёмная сила как разность между силой Архимеда и силой веса аппарата в целом.  

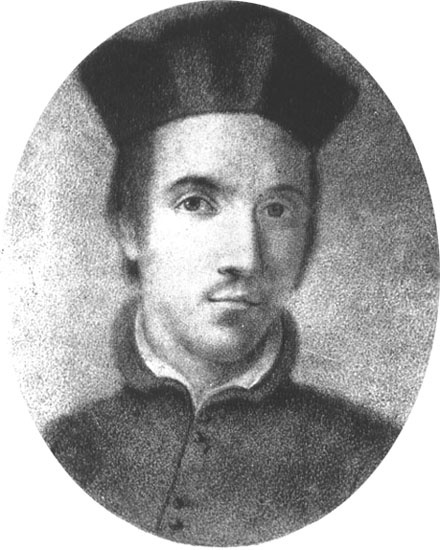
Франческо Лана

В 1670 году иезуит Франческо Терци де Лана (1631–1687)  издал книгу "Prodromo, ouero faggio di alcune inuentioni nuoue premeffo all’arte maestra" («Предварение, сиречь Описание некоторых новых изобретений, предзнаменующее Великое Искусство»), в 6-й главе которой он описал судно с мачтой и парусом на ней. Это судно, по утверждению Ланы, могло бы летать, поддерживаемое четырьмя медными предварительно вакуумированными сферами диаметром порядка 7,5 метров каждая и при толщине их медной стенки около 0,1 мм. Франческо Лана полагал, что такое воздушное судно может быть легче воздуха. В переиздании своего труда в 1686 году Лана указал, что вес медной пустой сферы станет сопоставим с весом вытесненного воздуха при её диаметре 130 футов (порядка 40 м) и толщине стенки около 1,5 мм, что конечно было технологически невозможно в его время. Им были так же рассчитаны сферы (способные поднимать груз до нескольких килограмм): стеклянная (диаметром около 1,2 м с толщиной стенки около 0,15 мм) и деревянная (диаметром около 3 м с толщиной стенки около 1 мм) . 
Идея Ланы, выдающаяся для своего времени, была основана на четких принципах, но не была реализована в эксперименте (что тоже было типично для науки XVII века). Уже Джованни Борелли указал, что сферы будут слишком тонкими, чтобы выдержать внешнее давление воздуха. Лана знал, что внешнее давление на пустой шар будет большим, но думал, что для его конструкции это не опасно.
Тем не менее идея была популярна и часто изображалась на гравюрах с иллюстрациями фантастического путешествия на Марс (1744 год) вплоть до первых полётов на воздушных шарах с горячим воздухом (1783) или водородом, где давление атмосферы на оболочку аппарата компенсировалось давлением заполняющего эту оболочку газа. После их появления об идее Лана надолго забыли. Однако при эксплуатации газовых аэростатов (а впоследствии и дирижаблей) был выявлен ряд серьёзных их недостатков (см. статью  "Дирижабль").  
Лишь в 1830 году Гиацинто Амати (Giacinto Amati) в своей книге Ricerche storico - critico - scientifiche sulle origini... (страница 398) воздал Лане должное как пионеру аэростатики. 
В 1887 году Артур де Боссе (Arthur De Bausset) опубликовал книгу и попытался получить деньги на создание вакуумного дирижабля цилиндрической формы, организовав Transcontinental Aerial Navigation Company of Chicago. Однако, его патентное предложение было отвергнуто.
В 1974 году патентное бюро в Лондоне опубликовало заявку № 1345288 МКИ В64В 1/58 Pedrick A.P. "Усовершенствование воздушных кораблей, обеспечиваемое вакуумированными шарами или другой формы выкачанными сосудами". Изобретение заключается в том, что оболочка шара должна быть двойной. Из внутренней сферы воздух выкачан, а в полость между внутренней и внешней сферами под давлением закачан газ (сойдет водород или гелий). По утверждению изобретателя этот газ должен поддерживать заданную форму оболочки от сдавливания её атмосферой (приоритет этой идеи принадлежит де Боссэ). Обе сферы во многих местах скреплены между собой.
Однако до практической реализации этого изобретения дело не дошло (из-за недостаточной прочности материала современных оболочек) и по сей день нет информации о применении этого изобретения.

## Физические принципы и ограничения
Теорию прочности сферической тонкостенной вакуумированной оболочки (в статике) разработал швейцарец Р. Целли (R. Zoelli) в 1915 году. Комбинируя его уравнение прочности с условием плавучести в атмосфере, получено условие практической реализации сфер Лана:
{\displaystyle {\begin{matrix}k_{\rm {L}}<L_{\rm {a}}\end{matrix}}},
где {\displaystyle k_{\rm {L}}} – определённый комплекс прочностных показателей материала сферы («коэффициент Лана»), а {\displaystyle L_{\rm {a}}} – физический показатель свойств атмосферы в зоне полёта («атмосферное число Лана»), который можно вычислить, зная либо плотность и давление газа, либо его давление, температуру и молекулярный вес. Целли определил, что толщина стенок шаров Лана должна быть пропорциональна первой степени их радиуса. По формуле Целли сферы Лана (даже идеальной сферической формы) смялись бы в атмосфере Земли уже при откачке из них всего ~0,1% воздуха. Для обеспечения целостности вакуумированных сфер Лана под давлением атмосферы Земли (при использовании даже современных конструкционных материалов) пришлось бы увеличивать толщину их стенки, что привело бы к нарушению выше приведённого условия практической реализации. Шар Ланы должен обладать достаточной прочностью и жёсткостью, чтобы атмосферное давление не смяло его, и иметь достаточно малый вес (массу) конструкции, чтобы взлететь за счёт аэростатической подъёмной силы, что в настоящее время невозможно в атмосфере Земли.
В связи с вышеизложенным и с целью обеспечения возможности реализации вакуумного дирижабля в атмосфере Земли в России разработано и запатентовано изобретение устройства для создания подъёмной силы вакуумного дирижабля, где для облегчения оболочки дирижабля и обеспечения её целостности под давлением атмосферы Земли  предложено применить динамическую компенсацию давления атмосферы  .

## Аппараты по способу вакуумирования оболочки

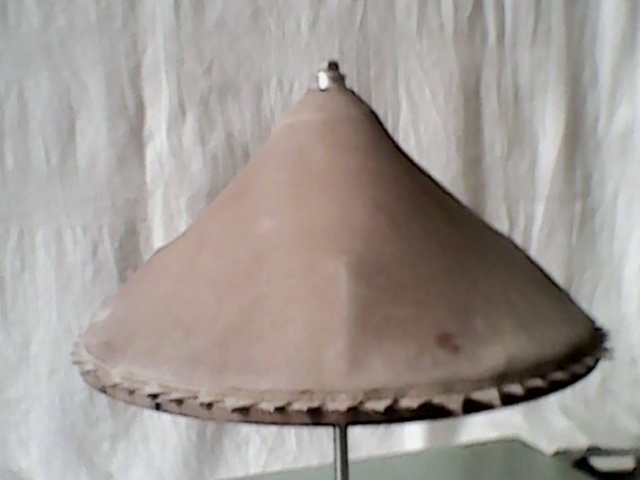
Стендовая модель вакуумного дирижабля с двухступенчатым центробежным насосом и динамической компенсацией давления атмосферы на оболочку.

С учётом уравнения состояния идеального газа и закона Архимеда  дирижабли с вакуумированными оболочками могут различаться по способу вакуумирования оболочки:
- выкачиванием атмосферного воздуха из оболочки постоянного объёма турбокомпрессором (вакуумным насосом) или вакуум-компрессором;
- увеличением объёма оболочки без одновременного увеличения её массы и поступления в неё воздуха или другого газа извне.

Управление величиной аэростатической подъёмной силы при первом способе вакуумирования в полёте может осуществляться впуском в оболочку или выкачиванием из его оболочки порции атмосферного воздуха . 
При использовании второго способа вакуумирования для управления величиной подъёмной силы достаточно дозировано изменять объём вакуумированной оболочки. Однако применение второго способа в настоящее время ограничено прочностью материала современных оболочек.
В данном разделе приведено фото стендовой модели вакуумного дирижабля по первому способу вакуумирования, изготовленной и испытанной автором вышеуказанного российского изобретения. В качестве материала для боковой поверхности оболочки модели автор использовал листовую резину.  